# Dalby (Queensland)
Dalby (9 778 habitants) est une ville d'Australie, située dans l'État du Queensland à 210 km à l'ouest de Brisbane.
Le nom de la ville vient probablement du nom du village de Dalby sur l'île de Man d'où sont venus beaucoup de colons au milieu du XIXe siècle
Elle est le siège du conseil de la région des Western Downs.
L'actrice Margot Robbie y est née en 1990.